# Therac-25

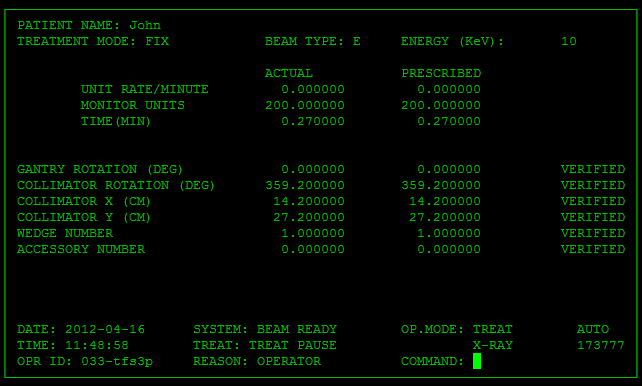
Uživatelské rozhraní Theracu-25

Therac-25 byl počítačem řízený přístroj na radioterapii. V roce 1982 jej vyvinula společnost Atomic Energy of Canada Limited jako nástupce přístrojů Therac-6 a Therac-20.
V průběhu let 1985 až 1987 došlo v souvislosti s tímto přístrojem rovnou k šesti případům, kdy pacienti byli vystaveni vysoce nadměrným dávkám radiace. Kvůli chybám se souběhem přístroj pacienty občas vystavoval dávkám radiace, které byly stokrát vyšší než obvykle, což způsobilo smrt nebo vážná zranění. Tyto případy poukázaly na nebezpečí softwarově řízených bezpečnostně-kritických systémů a staly se standardní případovou studií v lékařské informatice a softwarovém inženýrství. Přílišné sebevědomí inženýrů a nedostatek náležité pečlivosti při opravě programátorských chyb jsou uváděny jako extrémní případ, kdy přílišné sebevědomí inženýrů při počátečním vývoji a nebrání ohledu na tvrzení koncových uživatelů vedlo k drastickým následkům.